# Libnotes subapicalis
Libnotes subapicalis är en tvåvingeart. Libnotes subapicalis ingår i släktet Libnotes och familjen småharkrankar.

## Underarter
Arten delas in i följande underarter:
- L. s. subapicalis
- L. s. perpallens